# Germanisme
Els germanismes són els estrangerismes que procedeixen de l'alemany, i també qualsevol mot, gir o manera d'expressió procedent de les antigues llengües germàniques.

## Orígens
Les llengües germàniques van començar a influir en el llatí vulgar parlat en tot l'Imperi Romà a causa del continu contacte, tant en temps de guerra com de pau, entre els pobles germànics i els romans. Per això, la majoria de germanismes del català introduïts en aquesta època són compartits amb altres llengües romàniques. Només uns pocs germanismes provenen del període de domini visigot a la península Ibèrica.
Una altra època en la qual es van introduir, van ser els segles XIX i XX, època en què la llengua alemanya va tenir molta influència en el món científic i cultural europeu. D'altra banda, se solen utilitzar en català paraules alemanyes que es refereixen a realitats pròpies d'Alemanya que no tenen una traducció generalitzada, per exemple Reichstag o Bundesrat.

## Paraules de procedència antiga
- Bandejar: probablement del fràncic bann 'ordre comminatòria', amb el significat de "prohibir", Per exemple, "certes formes van ser bandejades de la llengua escrita". Cfr. el verb anglès modern ban amb el mateix significat.
- Blanc: del germànic blank; és cognat de l'anglès black, 'negre'.
- Blau (color): del fràncic blāo, cfr: alemany Blau, anglès Blue i neerlandès Blauw
- Bosc: del germànic Busk; és cognat de l'anglès bush, 'arbust'.
- Bregar: del gòtic brikan.
- Brindis: de l'alemany bring dir's,'jo t'ho ofereixo', paraules que es diuen en brindar).
- Cota: del germànic fràncic *kotta 'tela gruixuda de llana'. Cfr: alemany Kettenrüstung / català cota de malla
- Dard: del fràncic daroþ. Cfr. anglès i alemany modern Darts
- Elm (del germànic * Helm; és cognat de l'alt alemany antic Helm i de l'anglès antic Helm, que en anglès modern ha donat helmet.
- Esperó: del gòtic * spaúra); és cognat del nòrdic spori i de l'alemany antic sporo. Cfr: anglès modern spur, neerlandès Sporen i alemany Sporn amb el mateix significat
- Espia: del gòtic spaíha, cfr anglès modern spy
- Franc: del germànic Frank, nom del poble germànic. En alemany modern França és Frankreich (o sigui, l'imperi dels francs)
- Fresc: del germànic Frisk.
- Guant: del fràncic want.
- Guardar: del germànic wardon, 'contemplar, considerar' cfr: anglès modern warden, "guàrdia", "guardià", "director"
- Guerra: del germànic occidental * werra, "baralla", "discòrdia", cfr anglès modern war, amb el mateix significat i el mateix origen.
- Marquès: de "marca" (província fronterera), en alemany modern Mark
- Melsa: del germànic miltja. en alemany modern Milz (com en català, és també un mot femení)
- Ric: del germànic reiks, "poderós". Cfr. en alemany modern Reich (pronunciat /Raikh/) amb la connotació d'estat imperial sobirà.

## Paraules de procedència moderna
- Blocaus (de l'alemany Blockhaus, una mena de construcció militar).
- Obús (de Haubitze).
- Cobalt (de l'alemany Kobalt).
- Delicatessen (de l'alemany Delikatessen, literalment 'menja delicada', a la vegada originària del francès délicatesse, "delicadesa").
- Feldespat (de l'alemany Feldspat).
- LSD (de Lyserg Saure diethylamid: 'dietilamida de l'àcid lisèrgic').
- Leitmotiv (de Leitmotiv, literalment 'motiu [musical] que dirigeix').
- Níquel (de Nickel).
- Quars (de l'alemany Quarz).
- Xucrut (del francès choucroute i aquest de l'alemany Sauerkraut, literalment 'col agra').
- Zepelí (anomenat així pel creador dels dirigibles rígids: Ferdinand von Zeppelin).

## Paraules no assimilades
- En general, molta de la terminologia específica de l'Alemanya Nazi se sol citar en alemany. Vegeu glossari del Tercer Reich
- Bratwurst (salsitxes i embotits diversos)
- Bundesliga (diverses competicions esportives als països de parla alemanya)
- Edelweiss (Flor de neu)
- Kuchen (pastissos).
- Luftwaffe (força aèria alemanya)
- Reichstag (parlament alemany)
- Schnapps (beguda alcohòlica)
- Bundeswehr: Forces armades alemanyes (després del 1945)
- Weltschmerz